# Tatsam en tadbhav
Tatsam (तत्सम्) en tadbhav (तद्भव) zijn twee verschillende soorten woorden uit het Sanskriet die in verschillende Indo-Arische en Dravidische talen voorkomen, waaronder Hindi, Gujarati, Marathi, Tamil, en Kannada.  
Tadbhav zijn woorden die langs historische weg geërfd zijn uit het Sanskriet. Deze woorden hebben alle klankverschuivingen en andere wijzigingen ondergaan die de ontwikkeling van Sanskriet via Prakrits naar Hindi kenmerken.
Tatsam zijn woorden die veel later, vanaf de 19e eeuw min of meer kunstmatig uit het Sanskriet ontleend zijn in het Hindi in het kader van het verzet tegen de golf leenwoorden uit het Perzisch en Arabisch met name in kringen van de Hindoes. Vooral in vooraanstaande kringen en de saddhu's die de dragers van de heilige teksten zijn is het overnemen van tatsamwoorden erg populair. Onder minder geschoolde sprekers van de taal zijn deze 'dure' woorden vaak minder bekend, ook al omdat zij soms combinaties van medeklinkers bevatten die in het huidige Hindi niet gebruikelijk zijn. In Sanskriet geschoolde sprekers van de taal hebben met deze woorden niet zo veel problemen, maar voor anderen ligt dat soms anders.
Hindi en Urdu verschillen vooral op het punt van de tatsamwoordenschat. In het Urdu zijn juist veel meer ontleningen uit Perzisch en Arabisch in gebruik. Hoewel de basistaal in feite hetzelfde is, is wat geavanceerder taalgebruik met een hoop 'dure' woorden niet of nauwelijks wederzijds verstaanbaar.

## Het verschijnsel in andere talen
In feite is in talen als het Nederlands ook sprake van tadbhav en tatsam, waarbij Latijn de rol van het Sanskriet speelt. Bijvoorbeeld het woord 'kans' is een heel oud leenwoord uit het Latijn, en wel van het woord cadens (vallend). Cadens is echter ook een huidig Nederlands woord en wel ontleend van hetzelfde Latijnse woord. Kans is een tadbhav, cadens een tatsam. Een groot deel van de wetenschappelijke woordenschat is tatsam, gebaseerd op een mengsel van de beide klassieke talen, hoewel in recente decennia het Engels een belangrijkere bron van nieuwe termen begint te vormen.